# Évolution de l'univers de Naruto
 (janvier 2013).
Cet article donne les dates de sortie des principaux produits (films, jeux, publications) qui ont fait évoluer le monde imaginaire de Naruto au fil des années depuis son avènement.

## Années 1990

### 1997
- Août, Diffusion d’un one shot pilote dans Akamaru Jump, édition spéciale du Weekly Shōnen Jump[1].

### 1999
- Novembre, Début de la publication en tant que série dans le Weekly Shōnen Jump[1].

## Années 2000

### 2002
- Juillet, Sortie du premier Databook, Rin no Sho (4 juillet)[2].
- Octobre :
  - Première diffusion de la version anime sur TV Tōkyō (3 octobre)[3].
  - Sortie du premier Fanbook, Hyō no Sho (4 octobre)[4].

### 2004
- Août, Sortie du 1er film d’animation adapté de l’anime, Naruto et la Princesse des neiges, dans les salles japonaises (21 août)[5].
- Juillet, La Sortie du 1er Artbook (2 juillet)[6].

### 2005
- Avril, Sortie du second Databook, Tou no Sho (4 avril)[7].
- Août, Sortie du 2e film d’animation adapté de l’anime, La Légende de la pierre de Guelel, dans les salles japonaises (6 août)[8].

### 2006
- Janvier, Première diffusion de la version française de l’anime sur Game One (2 janvier)[9],[10].
- Août, Sortie du 3e film d’animation adapté de l’anime, Mission spéciale au pays de la Lune, dans les salles japonaises (5 août)[11].

### 2007
- Février, Première diffusion de la seconde partie de l’anime, Naruto Shippuden, sur TV Tōkyō (15 février)[12].
- Août, Sortie du 4e film d’animation (1er de la série Shippuden) adapté de l’anime, Naruto Shippuden : Un funeste présage, dans les salles japonaises (4 août)[13].
- Décembre, Sortie de la version française du premier Artbook, Uzumaki - The Art of Naruto (7 décembre)[14].

### 2008
- Août, Sortie du 5e film d’animation (2e de la série Shippuden) adapté de l’anime, Naruto Shippuden : Les Liens, dans les salles japonaises (2 août)[15].
- Septembre
  - Sortie du troisième Databook, Sha no Sho (4 septembre)[16].
  - Rediffusion de la série Naruto sur Game One[17].

### 2009
- Afin de fêter les dix ans de la série, le Weekly Shōnen Jump consacre la frise annuelle visible sur les tranches du magazine à la série[18],[19].
- Avril, Première diffusion de la version française de Naruto et la Princesse des neiges sur Game One, sous le titre Les Chroniques ninja de la princesse des neiges (5 avril)[20],[21].
- Mai, Première diffusion de la version française de La Légende de la pierre de Guelel sur Game One (3 mai)[21].
- Juin, Première diffusion de la version française de Mission spéciale au pays de la Lune sur Game One, sous le titre Panique sur l'île du croissant de lune (7 juin)[21].
- Juillet, Sortie du second Artbook (2 juillet)[22].
- Août, Sortie du 6e film d’animation (3e de la série Shippuden) adapté de l’anime, Naruto Shippuden : La Flamme de la volonté, dans les salles japonaises (1er août)[23].
- Décembre, Sortie du second Fanbook, Kai no Sho (4 décembre)[24].

## Années 2010

### 2010
- Mai :
  - Première diffusion de la version française de Naruto Shippuden : Un funeste présage sur Game One, sous le titre La Disparition de Naruto (16 mai)[25],[26].
  - Première diffusion de la version française de Naruto Shippuden : Les Liens sur Game One, sous le titre Le Maître et le disciple (23 mai)[25].
- Juillet, Sortie du 7e film d’animation (4e de la série Shippuden) adapté de l’anime, Naruto Shippuden: The Lost Tower, dans les salles japonaises (31 juillet)[27].
- Octobre, Sortie de la version française du second Artbook, Uzumaki - The Art of Naruto, tome 2 (22 octobre)[28].
- Septembre, Première diffusion de la version française de Naruto Shippuden : La Flamme de la volonté sur Game One, sous le titre La Volonté du feu (26 septembre)[29].

### 2011
- Mai, Première diffusion de la version française de Naruto Shippuden: The Lost Tower sur Game One (25 mai)[30].
- Juillet, Sortie du 8e film d’animation (5e de la série Shippuden) adapté de l’anime, Naruto Shippuden: Blood Prison, dans les salles japonaises (30 juillet)[31].

### 2012
- Juillet, Sortie du 9e film d’animation (6e de la série Shippuden) adapté de l’anime, Naruto Shippuden: Road to Ninja, dans les salles japonaises (28 juillet)[32].
- Novembre, Première diffusion de la version française de Naruto Shippuden: Blood Prison sur Game One (14 novembre)[33].